# 長山泰孝
長山 泰孝（ながやま やすたか、1931年2月13日 - 2015年3月15日）は、日本史学者、大阪大学名誉教授。
大阪府出身。1959年大阪大学文学部史学科卒。同大学院中退、1964年京都府立大学女子短期大学部講師、1966年助教授、1968年大阪大学教養部助教授、1975年「律令負担体系の研究」で阪大文学博士。1980年教授、1994年定年退官、名誉教授、帝塚山大学教授、1998年神戸女子大学教授。
2015年、自宅で癌の為死去。

## 著書
- 『律令負担体系の研究』塙書房 1976
- 『古代国家と王権』吉川弘文館 1992
- 『世相の古代史 史料が語る古代の哀歓』河出書房新社 1992

## 論文
- ＜長山泰孝